# La Plata (Nuevo México)
La Plata es un lugar designado por el censo ubicado en el condado de San Juan en el estado estadounidense de Nuevo México. En el Censo de 2010 tenía una población de 612 habitantes y una densidad poblacional de 23,26 personas por km².

## Geografía
La Plata se encuentra ubicado en las coordenadas 36°55′27″N 108°11′49″O / 36.92417, -108.19694. Según la Oficina del Censo de los Estados Unidos, La Plata tiene una superficie total de 26.31 km², de la cual 26.29 km² corresponden a tierra firme y (0.05%) 0.01 km² es agua.

## Demografía
Según el censo de 2010, había 612 personas residiendo en La Plata. La densidad de población era de 23,26 hab./km². De los 612 habitantes, La Plata estaba compuesto por el 90.69% blancos, el 0% eran afroamericanos, el 4.25% eran amerindios, el 0.33% eran asiáticos, el 0% eran isleños del Pacífico, el 3.59% eran de otras razas y el 1.14% pertenecían a dos o más razas. Del total de la población el 13.56% eran hispanos o latinos de cualquier raza.